# Follow the Blind
 (срп. "прати слепога") је други студијски албум немачког пауер метал бенда Блајнд гардијан, издат 1989. године. На њему је гостовао Каи Хансен непосредно по напуштању Хеловина. Албум стилски више нагиње ка спид металу од каснијих издања.
Уводна песма "Inquisition" је у основи понављање латинске реченице Pie Jesu Domine, dona eis requiem (лат. "Милостиви Господе Исусе, подари им мира") певане на начин на који би то радили монаси. Реченица је део католичке погребне мисе, а као исту такву је певају и монаси у филму "Монти Пајтон и Свети грал".
Са новим мастером и новим миксовањем, албум је реиздат 15. јуна 2007. године са другим демо снимком бенда (који се у то време звао Луциферс херитеџ), Battalions of Fear, који је додат као бонус-песме.

## Списак песама
1. "" – 0:40
2. "" – 5:27
3. "" – 4:57
4. "" – 7:10
5. "" – 4:16
6. "" – 5:57
7. "" – 3:28
8. "" – 4:56
9. "" (обрада Бич бојса) – 1:43

- бонус песма

10. "" (обрада Демона) – 3:28
- бонус песме са реиздања из 2007.

11. "" (демо верзија) – 7:28
12. "" (демо верзија) – 1:41
13. "" (демо верзија) – 6:06
14. "" (демо верзија) – 3:33
Напомена: на реиздању из 2007. године и на другим специјалним издањима песма "Barbara Ann" је померена на десето место, а бонус песма "Don't Break the Circle" на девето. На самом издању из 2007, песма "Don't Break the Circle" јесте бонус песма, иако није наведена као таква.

## Састав

### Бенд
- Ханси Кирш – вокал и бас гитара
- Андре Олбрих – соло-гитара и помоћни вокал
- Маркус Зипен – ритам-гитара и помоћни вокал
- Томен Штаух – бубњеви

### Сарадници
- Каи Хансен - вокал у песми "Valhalla", гостујућа соло-гитара у песми "Hall of the King".
- ван Веј дизајн – израда омота
- Кале Трап - снимање, миксовање и продуцирање